# Jan Olbrycht
Jan Marian Olbrycht, né le 21 septembre 1952 à Rybnik, est un homme politique polonais, membre de la Plate-forme civique (PO).